# じんじんの仁
『じんじんの仁』（ - じん）は、『週刊少年サンデー』（小学館）で1973年11号〜40号まで連載された漫画作品（原作:小松君郎、作画:影丸穣也）。およびそれを原作とする、1974年1月8日から3月26日まで12回にわたって東京12チャンネル系列で放送されたテレビドラマ。テレパック製作。小田急グループの単独提供

## 概要
落語家を夢見て津軽から上京してきた陣野仁が柳家小さんに入門し、修行に励む姿を描く。

柳家小さん（本人は、当時の芸名のままで出演していたが、ドラマ内容は架空の設定）は戦争中、招集され兵隊だった頃、戦地で主人公の陣野仁の父親に命を助けられ恩義に感じている。
仁は高校生の頃、母親が病気で亡くなり天涯孤独となり、「天下の落語家になれ」との母親の遺言により落語家を夢見て、知り合いが誰もいない東京に単身で出てくる。
落語家入門も、津軽弁の訛りが強いと　最初は断られてしまう。
偶然に出会った町内の食堂の女将や、町内の人達などに応援されながら孤軍奮闘し入門を許される。

## ドラマ
5代目柳家小さんが自分自身の役で出演した。

### スタッフ
- 脚本：石森史郎
- 音楽：敏トツ
- 製作協力：東通

### キャスト
- 陣野仁 - 日ノ下金太郎
- 柳家小さん - 5代目柳家小さん（本人役）
- 小さん夫人・よし子 - 園佳也子
- 柳家さん子 - 小鹿ミキ（小さんの弟子）
- 柳家小平 - 左とん平（小さんの弟子　町内にある小料理屋の女将と駆け落ちをする）
- 安藤勝子 - 林美智子（仁と偶然に出会い話を聞き、家に住まわせ落語家になる事を応援する、町内にある食堂の女将。旦那とは死別）
- 安藤健一 - 水野哲（安藤勝子の長男）
- 安藤初子 - 瀬島充貴（安藤勝子の長女）
- ＊＊＊＊ - 小川みき（安藤勝子の食堂で住み込みで働いている　歌手（タレント）志望の地方出身の女性従業員）
- 坂本＊＊ - 曾我廼家一二三（町内にある銭湯の親父）
- 坂本京子 - 児島美ゆき（町内にある銭湯の娘）
- 木所平ノ助 - 川崎敬三（安藤勝子に密かに想いを寄せる、町内にある派出所勤務の警官）
- ＊＊＊＊ - 柳家小ゑん（現・6代目柳家小さん）（町内にある派出所勤務の若い警官　木所の部下）
- 桜小路マリ子 - 風吹ジュン（仁の憧れの女性（エンゼルの君）、女子大学生。柳家小さんの剣道場に通って稽古している）
- 新山一平 - 10代目柳家小三治（町内に出入りしている「流し」の歌手）
- ＊＊＊＊ - 三遊亭夢之助（大学在学中に小さんに弟子入りをする　東京の大学の落研では有名なキザな大学生）
- 高山三郎 - 岡本信人（歌手になるのを夢見て上京してきた青年。後に、チンピラの仲間になったり、その後、警官の木所の口利きで、安藤勝子の食堂で働き、再び、歌手を目指し「流し」の新山一平に弟子入りする）
- 兄貴分の男 - 寺沢正彦（チンピラ？）
- 神裕司 - 神祐介
- 特別ゲスト - 愛川欽也（本人役）（ドラマが放送された同時期、東京12チャンネルでの人気番組の、「きんきんケロンパ歌謡曲」の司会者。（ドラマ中、仁が、小さん師匠の忘れ物をテレビ局に届けに行った時、放送局内で迷ってテレビ番組収録中のスタジオ内に迷い込んだ番組の司会者（ドラマ内での収録は、架空の設定））
- 特別ゲスト - うつみみどり（本人役）（「きんきんケロンパ歌謡曲」の司会者（ドラマ内での設定は、上の、愛川欽也の出演部分と同じ））
- 特別ゲスト - 天地真理（本人役）（「きんきんケロンパ歌謡曲」の番組出演者（ドラマ放送時期での大人気アイドル　ドラマ内では「きんきんケロンパ歌謡曲」に出演し歌部分を収録していた歌手））